# Селчоара (Васлуй)
Селчоара (рум. Sălcioara) — село у повіті Васлуй в Румунії. Входить до складу комуни Банка.
Село розташоване на відстані 249 км на північний схід від Бухареста, 32 км на південь від Васлуя, 91 км на південь від Ясс, 104 км на північ від Галаца.

## Населення
За даними перепису населення 2002 року у селі проживали 65 осіб, усі — румуни. Усі жителі села рідною мовою назвали румунську.